# 马尔科·萨马尔季奇
马尔科·萨马尔季奇（羅馬化：Marko Samardžić，1983年2月22日—），塞尔维亚男子排球运动员。他曾代表塞尔维亚国家队参加2008年夏季奥林匹克运动会排球比赛，获得第五名。